# پارک آریا
پارک آریا (به انگلیسی: Ariah Park) یک شهرک در استرالیا است که در نیو ساوت ولز واقع شده‌است.